# Selenops cocheleti
Selenops cocheleti är en spindelart som beskrevs av Simon 1880. Selenops cocheleti ingår i släktet Selenops och familjen Selenopidae. Inga underarter finns listade i Catalogue of Life.